# ماركو كاسترو
ماركو كاسترو (بالإنجليزية: Marco Castro)‏ هو مخرج أمريكي، ولد في 30 نوفمبر 1976 في ليما في بيرو.

## وصلات خارجية
- ماركو كاسترو على موقع IMDb (الإنجليزية)
- ماركو كاسترو على موقع كينوبويسك (الروسية)